# Galerina similis
Galerina similis är en svampart som tillhör divisionen basidiesvampar, och som beskrevs av Robert Kühner. Galerina similis ingår i släktet Galerina, och familjen buktryfflar. Arten är reproducerande i Sverige.